# Empopasto

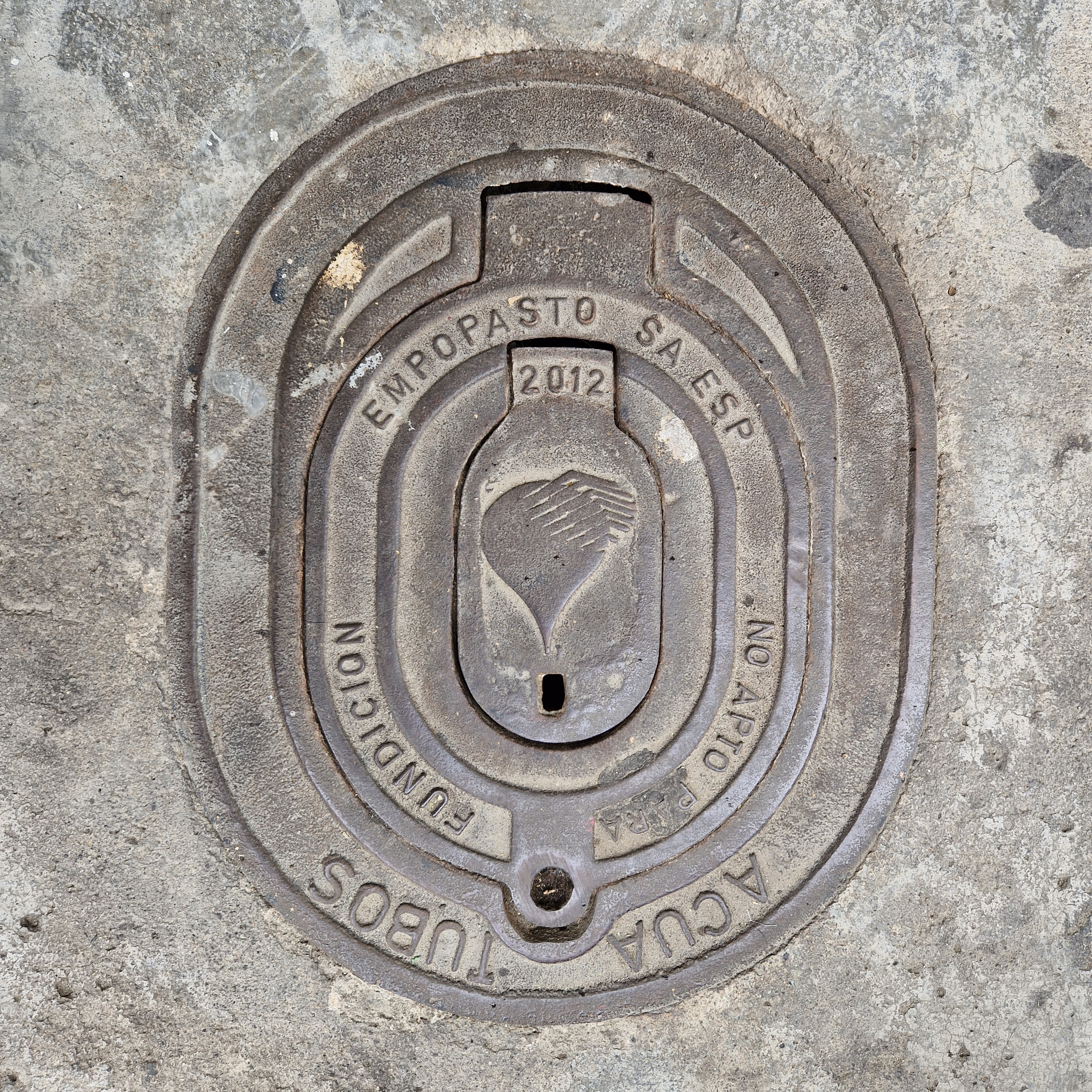
Strassenkappe von Empopasto in Pasto

Empopasto (Empresa de Obras Sanitarias de Pasto S.A. E.S.P.) ist das Wasserversorgungsunternehmen der kolumbianischen Stadt Pasto.
Vorgänger von Empopasto waren das 1959 gegründete Unternehmen Acuanariño und danach Acuapasto. Seit 1977 trägt die öffentliche Körperschaft den Namen Empopasto. Empopastos Trinkwasseraufbereitungsanlagen produzieren monatlich etwa 1,5 Millionen Kubikmeter Wasser, um etwa 400.000 Einwohner der Stadt zu versorgen. Im Westen der Stadt befindet sich die Trinkwasseraufbereitungsanlage PTAP Mijitayo (PTAP bedeutet Planta de Tratamiento de Agua Potable), im Norden der Stadt befindet sich die Trinkwasseraufbereitungsanlage PTAP Centenario. Empopasto verfügt über ein etwa 500 Kilometer langes Aquäduktnetz und Kanalisation. Empopasto arbeitet mit dem Wasser des Río-Bobo-Stausees und des Río Pasto.